# Crkva sv. Dunata na Krku
Ranoromanička je crkvica koja se nalazi na otoku Krku u Republici Hrvatskoj.

## Smještaj
Izgrađena je na raskrižju puteva koji vode prema Puntu, Krku, Korniću i Vrbniku, a na mjestu gdje se Puntarska draga najviše uvukla u kopno, tj. "na dnu Puntarske drage", neposredno uz more.

## Značaj, datiranje, oblik
Uz crkve u Ninu i Zadru, jedna je od najznačajnijih spomenika starohrvatske arhitekture. Ne može se sa sigurnošću utvrditi vrijeme njezine izgradnje.
Prema nekima izgrađena je u 9. stoljeću. Međutim, na informativnoj ploči uz crkvicu stoji kako je napravljena tek u 12. stoljeću.
Križnog je tlocrta, s kupolom nad središnjim dijelom. Današnji izgled nedvojbeno se bitno razlikuje od nekadašnjeg. Izvana je bila obložena klesanim kamenom, a što se danas vidi još samo pri dnu. Vjerojatno je iznutra bila ukrašena mozaicima ili freskama.

## Prvi spomen
Prvi put se spominje 1565. godine kada u viziti biskupa Petra Bemba ispitani svjedoci izjavljuju da ju je bio dotirao biskup Donat a Turre (1484. – 1515.) terenima oko Kornića. Nakon njegove smrti, rođaci su prodali terene oko nje pa je uslijedilo razdoblje njezina propadanja. Prilikom spomenutog posjeta biskupa, utvrđuje se ruševno stanje crkvice i navodi se da nema ni poda ni vrata, tek se očuvao oltar i prastara pala.

## Posveta
Sveti Donat bio je ranokršćanski svetac koji je umro mučeničkom smrću za vrijeme progona Julijana Apostate u drugoj polovini 4. stoljeća. Očito je da je crkvica današnje ime dobila po spomenutom biskupu Donatu a Turreu koji ju je darovao, međutim, kome je prvotno bila posvećena, nije poznato.

## Povijest propadanja i obnova
Osim prvog spomena koji govori o njezinoj ruiniranosti, nema drugih podataka o crkvici iz čega je za pretpostaviti da se u njoj nisu održavali obredi te da je s godinama propadala. Tek je 1914. godine, zaslugom austrijskog konzervatora Gnirsa iz Pule, restaurirana. Međutim, neposredno nakon Drugog svjetskog rata, 3. listopada 1945. godine, jako je oštećena, naročito njezin gornji dio s kupolom. Naime, u neposrednoj blizini crkvice nalazila se gostionica obitelji Maračić u kojoj su tijekom rata partizani skladištili oružje i streljivo, a koje je dotičnog datuma eksplodiralo. 
 Eksplozija je bila toliko jaka da se čula na cijelom otoku, 15 otočana koji su se zatekli na okolnim poljima i uz obalu, poginulo je, a na mjestu gostionice nastao je krater. Već 3 godine kasnije crkvica je opet restaurirana te je dobila današnji izgled. Radove je vodio arhitekt Aleksandar Freudenreich. Na mjestu nekadašnje gostionice ponovno je izgrađen objekt koji i danas služi u ugostiteljske svrhe, a u blizini crkvice se postupno razvija i mala lučica za plovila mještana Kornića, tijekom ljeta i za goste istog mjesta. Čitav taj kraj se prema crkvici naziva „Dunat“.